# Minska kneževina
Minska kneževina je bila apanažna kneževina Polocke kneževine s sedežem v Minsku. Obstajala je od ustanovitve leta 1101 dokler ni bila leta 1242 de jure in leta 1326 še de facto priključena Veliki litovski kneževini.

## Geografija
Kneževina je prvotno obsegala ozemlje ob rečnih kotlinah Druta, Svislaha in Berezine. Poleg glavnega mesta Minsk je bila poselitev zgoščena tudi v Borisovu, Lahojsku, Zaslaŭju, Orši ter zgodovinskem mestu Drucku.

## Zgodovina
Območje okoli Minska je od 10. stoletja naprej nadzorovala Polocka kneževina. Po smrti Vseslava Polockega leta 1101 je bil Polock razdeljen na šest manjših kneževin, ki jih je podedoval eden od njegovih šestih preživelih sinov. Vseslavov drugorojeni sin, Gleb Vseslavič, je podedoval ozemlja okoli Minska in ustanovil minsko vejo Polockih knezov.
Skoraj takoj po očetovi smrti je Gleb začel vojno proti bratoma polockemu knezu Davidu ter druckemu knezu Romanu, da bi razširil svoje ozemlje. Leta 1106 je sodeloval v pohodu na baltska plemena v Semigaliji. Leta 1116 je začel vojno z Vladimirjem II. Monomahom iz Kijevske kneževine in izropal mesto Sluck. V povračilo je Vladimir odkorakal proti Minsku in ga dvomesečno oblegal; Gleb je poslal mirovne odposlance v sovražnikov tabor in privolil v mirovno pogodbo pod pogojem dobrega vedenja. Kljub temu je Gleb leta 1117 nadaljeval s sovražnostmi in napadel Smolensk. Vladimir Monomah je poslal svojega sina Mstislava v Minsk z drugo veliko vojsko, ki je oblegal in zavzel Minsk, Gleba pa je pripeljal v ujetništvo v Kijev, kjer je septembra 1119 umrl.

Zatem je kneževina Minsk padla pod kijevski vpliv, Glebova vdova, princesa Jaropolkovna Minska, pa je najverjetneje vladala po njem 40 let, do leta 1158, kot poroča Kijevska kronika. Leto dni po njeni smrti se njen sin Volodar Glebovič prvič omenja kot minski knez. Volodar in njegovi potomci so se bojevali z druckimi in vitebski knezi. V tem obdobju so se odnosi kneževine z Veliko kneževino Litvo okrepili in leta 1164 je Volodar s pomočjo Litovcev zmagal v bitki proti polockemu knezu, kar je potrdilo neodvisnost kneževine od Polocka.

V 13. stoletju se je vpliv litovskih knezov povečal in minski knezi so bili praktično vazali Velike litovske kneževine. Minsk se je v letih 1237–1239 sicer izognil mongolski invaziji na Kijevsko Rusijo, vendar so ga v poznejših letih napadli nomadski napadalci iz Zlate horde, ki so opustošili in vazalizirali številne kneževine na jugu. Leta 1242 je bil Minsk priključen Velikemu litovskemu kneževstvu. Leta 1249 je združena minska in litovska vojska odbila tatarsko-mongolsko invazijo.

Mesto Minsk je v času litovske vladavine doživelo obdobja rasti in blaginje, mnogi lokalni plemiči pa so uživali visok položaj v družbi velike kneževine. Primer tega je Vasilij, ki je leta 1326 kot takratni vladar Minska podpisal pogodbo med Veliko kneževino Litvo in mestom Novgorod za litovskega kneza Gediminasa.
Leta 1413, ko sta Velika vojvodina Litva in Kraljevina Poljska podpisali Horodelsko unijo, je Minska kneževina prenehala obstajati in mesto je postalo središče novo ustanovljenega Minskega vojvodstva.